# Vocal cerrada central no redondeada
La vocal cerrada central no redondeada (escucharⓘ) es un tipo de sonido vocálico usado en algunas lenguas orales. El símbolo en el Alfabeto Fonético Internacional que representa este sonido es ɨ, y su equivalente X-SAMPA es 1. 
También existe una vocal casi cerrada central no redondeada en algunas lenguas.

## Rasgos
Rasgos de esta vocal:
- Su abertura es cerrada, lo que significa que la lengua se sitúa lo más cerca posible del paladar sin crear una obstrucción que pudiera clarsificarse como consonante.
- Su localización vocálica es central, lo que significa que la lengua se sitúa entre una vocal anterior y una vocal posterior
- Se trata de una vocal no redondeada, lo que significa que los labios no se abocinan.

## Ejemplos
/ɨ/ es un fonema raro en la mayoría de las lenguas indoeuropeas.
Sin embargo es un fonema distinto muy común en las lenguas indígenas de América y a menudo se opone fonológicamente a otras vocales cerradas como /i/ y /u/, tanto en lenguas vivas modernas como en protolenguas bien reconstruidas, como el proto-utoazteca o el guaraní. (Campbell, Kaufman y Smith-Stark, 1986) identifican la presencia de este fonema vocálico como un rasgo de área de un sprachbund mesoamericano (a pesar de que no es un rasgo definitorio de toda el área).
| Lengua    | Lengua                    | Término  | AFI         | Traducción    | Notas                                                                                |
| --------- | ------------------------- | -------- | ----------- | ------------- | ------------------------------------------------------------------------------------ |
| Amárico   | Amárico                   | ሥር       | [sɨr]       | 'raíz'        | A menudo se transcribe como <ə>.                                                     |
| Angor     | Angor                     | hüfı     | [xɨβə]      | 'caliente'    |                                                                                      |
| Inglés    | Inglés                    | roses    | [ˈɹoʊzɨz]   | 'rosas'       |                                                                                      |
| Guaraní   | Guaraní                   | yvy      | [ɨʋɨ]       | 'tierra'      |                                                                                      |
| Irlandés  | Irlandés                  | saol     | [sɨɫ]       | 'vida'        |                                                                                      |
| Káingang  | Káingang                  | fy       | [ɸɨ]        | 'semilla'     |                                                                                      |
| Mapuche   | Mapuche                   | trukür   | [tʴuˈkɨɹ]   | 'niebla'      |                                                                                      |
| Polaco    | Polaco                    | mysz     | [mɨʂ]ⓘ      | 'ratón'       |                                                                                      |
| Purépecha | Purépecha                 | tsïtsïki | [tsɨtsɨ:ki] | 'flor'        |                                                                                      |
| Rumano    | Rumano                    | înot     | [ɨˈnot]     | '(yo) nado'   |                                                                                      |
| Ruso      | Ruso                      | ты       | [tɨ]        | 'tú'          | Sólo aparece tras consonantes no palatalizadas.                                      |
| Sahaptin  | Sahaptin                  | [kʼsɨt]  | [kʼsɨt]     | 'frío'        | Epentético; sin equivalente alargado.                                                |
| Sirionó   | Sirionó                   | [eˈsɨ]   | [eˈsɨ]      | 'madera seca' |                                                                                      |
| Sueco     | Sueco                     | bi       | [bɨ:]       | 'abeja'       | Aparece en dialectos de Närke y Bohuslän y en sociolectos de Estocolmo y Gotemburgo. |
| Tupí      | Tupí                      | yby      | [ɨβɨ]       | 'tierra'      |                                                                                      |
| Võro      | Võro                      | sysar    | [sɨsarʲ]    | 'hermana'     |                                                                                      |
| Galés     | Dialectos septentrionales | llun     | [ɬɨːn]      | 'imagen'      |                                                                                      |